# Liste der Biografien/Pec
Liste der Biografien |
Portal Biografien |
Personensuche
# |
A |
B |
C |
D |
E |
F |
G |
H |
I |
J |
K |
L |
M |
N |
O |
P |
Q |
R |
S |
T |
U |
V |
W |
X |
Y |
Z |
?
 
Pa |
Pc |
Pe |
Pf |
Ph |
Pi |
Pj |
Pk |
Pl |
Pm |
Pn |
Po |
Pr |
Ps |
Pt |
Pu |
Pv |
Pw |
Py
 
Pea |
Peb |
Pec |
Ped |
Pee |
Pef |
Peg |
Peh |
Pei |
Pej |
Pek |
Pel |
Pem |
Pen |
Peo |
Pep |
Peq |
Per |
Pes |
Pet |
Peu |
Pev |
Pew |
Pex |
Pey |
Pez
Die Liste der Biografien führt alle Personen auf, die in der deutschsprachigen Wikipedia einen Artikel haben. Dieses ist eine Teilliste mit 287 Einträgen von Personen, deren Namen mit den Buchstaben „Pec“ beginnt.

## Pec

### Peca
- Peca, Matthew (* 1993), kanadischer Eishockeyspieler
- Peca, Michael (* 1974), kanadischer Eishockeyspieler und -trainer
- Pecakovski, Dejan (* 1986), mazedonischer Handballspieler
- Pećanac, Kosta (1879–1944), Führer der Tschetnik-Bewegung in den Balkankriegen sowie im Ersten und Zweiten WeltkriegKosta Pećanac (1879–1944)

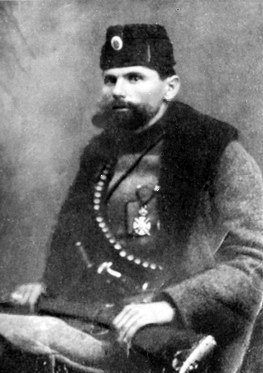
Kosta Pećanac (1879–1944)

- Peçanha, Nilo (1867–1924), brasilianischer Politiker und Präsident
- Peçanha, Orlando (1935–2010), brasilianischer Fußballspieler und -trainer
- Peçanha, Peterson (* 1980), brasilianischer Fußballspieler
- Pecanins, Betsy (1954–2016), mexikanische Sängerin US-amerikanischer Herkunft
- Pecanka, Josef (1925–2015), österreichischer Fußballspieler und -trainer
- Pečar, Andreas (* 1972), deutscher Neuzeithistoriker
- Pečar, Marjan (1941–2019), jugoslawischer Skispringer
- Pečar, Martin (* 2002), slowenischer Fußballspieler
- Pečar, Tanja (* 1964), slowenische Rechtsanwältin, First Lady Sloweniens, Partnerin von Borut Pahor
- Pečarić, Josip (* 1948), kroatischer Mathematiker
- Pécas, Max (1925–2003), französischer Theater- und Filmregisseur sowie Drehbuchautor
- Pecatel, Albrecht von, mecklenburgischer Adeliger

### Pecc
- Peccei, Aurelio (1908–1984), italienischer Industrieller sowie Mitbegründer des Club of RomeAurelio Peccei (1908–1984)

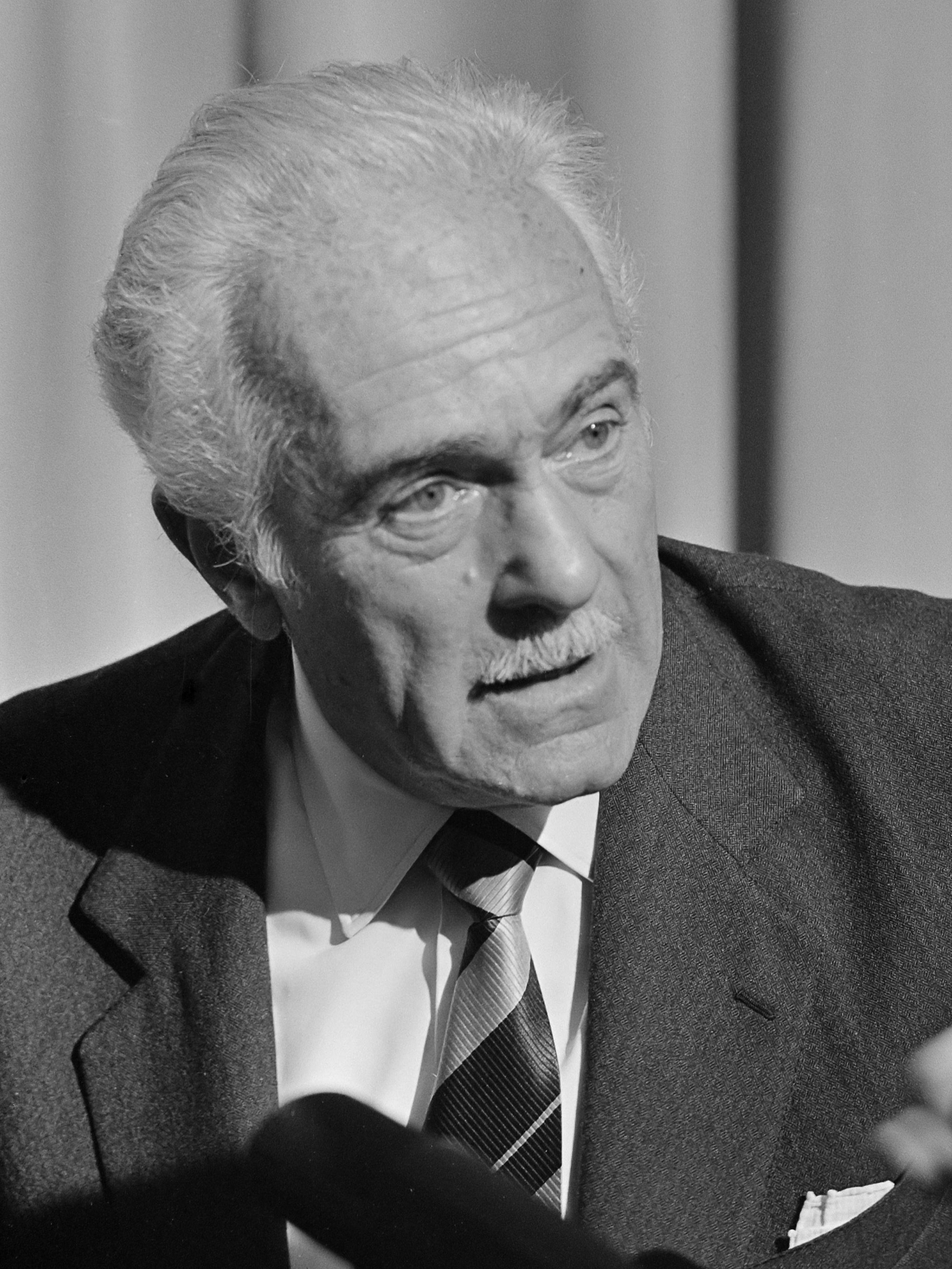
Aurelio Peccei (1908–1984)

- Peccei, Roberto (1942–2020), italienischer theoretischer Physiker
- Pecchenino, Renzo (1934–1988), chilenischer Karikaturist
- Pecci, Anselmo Filippo (1868–1950), italienischer Ordensgeistlicher und römisch-katholischer Erzbischof von Acerenza-Matera
- Pecci, Cristian (* 1988), spanischer Fußballspieler
- Pecci, Eraldo (* 1955), italienischer Fußballspieler
- Pecci, Giuseppe (1776–1855), Bischof von Gubbio und Kardinal der Römischen Kirche
- Pecci, Giuseppe (1807–1890), italienischer Geistlicher, Kardinal der katholischen Kirche
- Pecci, Jay (* 1976), italienischer Baseballspieler
- Pecci, Marcelo (1976–2022), paraguayischer Staatsanwalt
- Pecci, Víctor (* 1955), paraguayischer Tennisspieler
- Péccot, Claude-Antoine (1856–1876), französischer Mathematiker und Pianist

### Pece
- Peçe, Oğuz (* 1991), türkischer Schauspieler
- Pečeliūnas, Saulius (1956–2023), litauischer Politiker
- Pecelj, Petar (1927–2014), jugoslawischer Sprinter
- Pecelj, Srđan (* 1975), bosnisch-herzegowinischer Fußballspieler
- Peçenek, Arif (1959–2013), türkischer Fußballspieler und -trainer
- Pečenko, Dejan (* 1958), slowenischer Jazzmusiker (Piano)
- Peçevî, Ibrâhîm (* 1574), osmanischer Historiograph

### Pech
- Pech, Alfons (1894–1945), deutsch-russischer Widerstandskämpfer gegen den Nationalsozialismus
- Pech, Arthur (1912–1980), deutscher DBD-Funktionär, DBD-Landesvorsitzender Brandenburg
- Pech, David (* 2002), tschechischer Fußballspieler
- Pech, Edmund (1921–1993), deutscher Unternehmer und Politiker (LDPD), MdV
- Pech, Edmund (* 1965), sorbischer Kulturwissenschaftler und Historiker
- Pech, Edwin (* 1960), polnischer evangelischer Geistlicher
- Pech, Ernst August (1788–1863), deutscher Mediziner und Hochschullehrer
- Pech, Justinus Christoph (* 1973), deutscher Ordensgeistlicher, Mönch des Zisterzienserklosters Bochum-Stiepel, Theologe und WirtschaftswissenschaftlerJustinus Christoph Pech (* 1973)

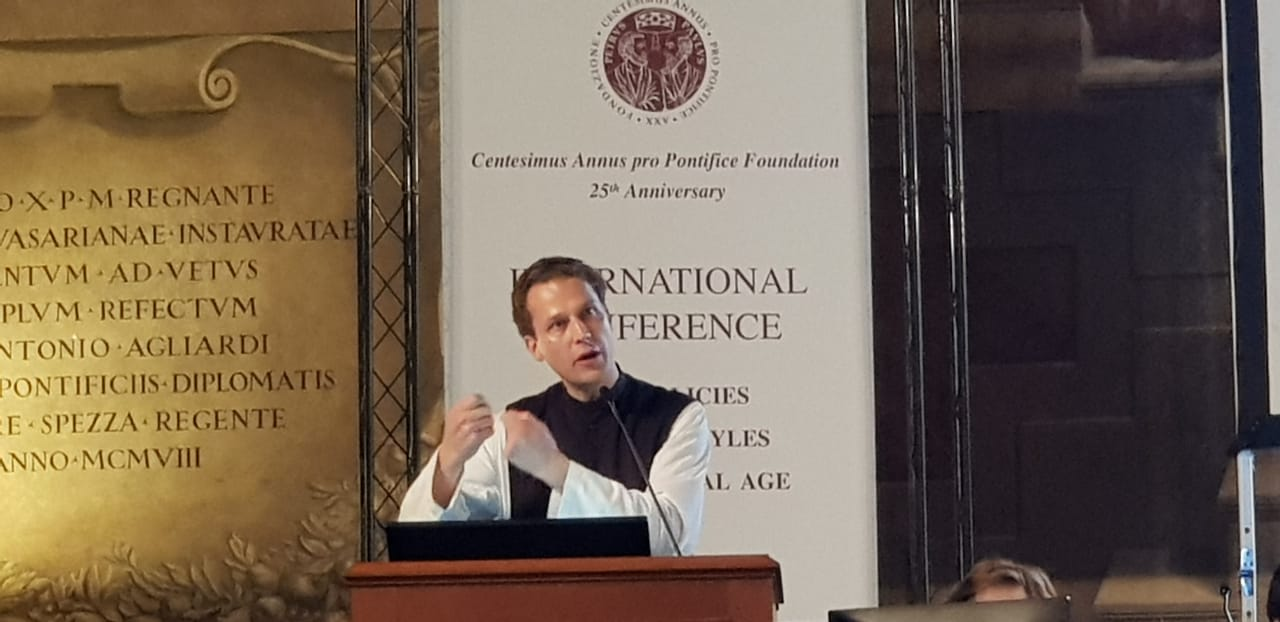
Justinus Christoph Pech (* 1973)

- Pech, Karlheinz (1933–2024), deutscher Historiker
- Pech, Kristian (* 1946), deutscher Schriftsteller
- Pech, Leydy (* 1965), mexikanische Imkerin und Aktivistin
- Pech, Matthias, deutscher Kirchenmusiker und Organist
- Pech, Michel (1946–2012), französischer Fußballspieler
- Pech, Otto (1882–1950), deutscher Bildhauer, Grafiker und Illustrator
- Pech, Ottomar (1914–2000), deutscher Offizier, zuletzt Generalleutnant
- Pech, Raymond (1876–1952), französischer Komponist
- Pech, Thorsten (* 1960), deutscher Organist, Dirigent und Komponist
- Pecha, Dajana (* 2001), kasachische Skispringerin
- Pecháč, Jerguš (* 2001), slowakischer Schachspieler
- Pecháček, František (1896–1944), tschechoslowakischer Turner und Widerstandskämpfer
- Pecháček, Franz Martin (1763–1816), böhmischer Komponist der Klassik
- Pecháček, Franz Xaver (1793–1840), österreichisch-deutscher Violinvirtuose und Komponist
- Pechacek, Josef (1906–1945), österreichischer Kabarettist und Lyriker
- Pecháček, Ladislav (* 1940), tschechischer Schauspieler, Musiker und Komponist
- Péchalat, Nathalie (* 1983), französische EiskunstläuferinNathalie Péchalat (* 1983)

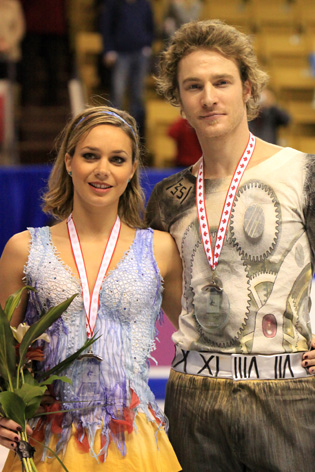
Nathalie Péchalat (* 1983)

- Pechall, Rudolf (1866–1937), österreichischer Politiker (GDVP), Landtagsabgeordneter, Mitglied des Bundesrates
- Pechan, Adalbert (1906–1960), österreichischer Verleger, Herausgeber der Perlen-Reihe
- Pechan, Herbert (1918–1944), deutscher Fußballspieler
- Pechan, Karel (* 1901), tschechoslowakischer Radrennfahrer
- Pechar, Hans (* 1950), österreichischer Bildungsökonom und Hochschullehrer
- Pecharroman, José Antonio (* 1978), spanischer Radrennfahrer
- Pechau, Alfred (1921–2008), deutscher Komponist und Musiker
- Pechau, Jochem (1929–1989), deutscher Bildhauer und Medailleur
- Pechau, Manfred (1909–1950), deutscher SS-Sturmbannführer
- Pechauf, Peter (1941–2025), deutscher SED-Funktionär
- Pechawa, Palina (* 1992), belarussische Tennisspielerin
- Peche, Dagobert (1887–1923), österreichischer KünstlerDagobert Peche (1887–1923)

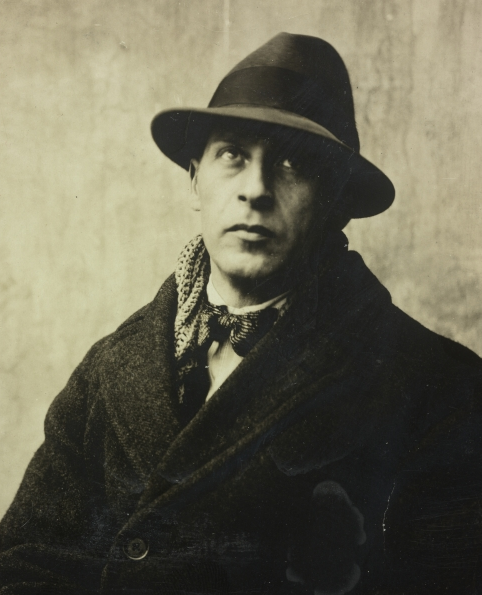
Dagobert Peche (1887–1923)

- Peche, Ferdinand (1820–1898), österreichischer Mathematiker und Physiker
- Péché, Matthieu (* 1987), französischer Kanute
- Peche, Richard († 1182), englischer Geistlicher, Bischof von Coventry
- Péché, Sandrine (* 1977), französische Mathematikerin
- Peche, Therese (1806–1882), österreichische Theaterschauspielerin
- Peche, Walter (* 1899), deutscher Staatsbeamter
- Pechel, Erich (1882–1961), österreichischer Politiker und Pfarrer
- Pechel, Madleen (1905–1991), deutsche Sekretärin und Widerstandskämpferin gegen den Nationalsozialismus
- Pechel, Peter (1920–1997), deutscher Journalist und Moderator
- Pechel, Rudolf (1882–1961), deutscher Journalist und Widerstandskämpfer
- Pechel, Susanne (* 1966), deutsche Tropenmedizinerin und Musikerin
- Pecher, Claudia Maria (* 1976), deutsche Literaturwissenschaftlerin
- Pecher, Doris (* 1966), deutsche Wasserspringerin
- Pecher, Erasmus, böhmischer Hammermeister, Bürger- und Bergmeister von Neudek
- Pecher, Friedrich (1927–2006), deutscher Fußballspieler
- Pecher, Gabriele (* 1964), deutsche Ärztin, Wissenschaftlerin und Professorin an der Charité-Universitätsmedizin Berlin
- Pecher, Konrad (* 1930), österreichischer Eisschnellläufer
- Pecher, Mario (* 1962), deutscher Politiker (SPD), MdL
- Pecher, Martina (* 1957), österreichische Politikerin (ÖVP), Abgeordnete zum Nationalrat
- Pecher, Otto (1903–1996), deutscher Richter, zuletzt am Bundesarbeitsgericht
- Pecher, Walter (1925–2010), deutscher Fußballspieler
- Pecherer, Mili (* 1988), israelische Filmemacherin
- Pécherot, Patrick (* 1953), französischer Journalist und Schriftsteller
- Pecheur, Maxim (* 1990), deutscher Jockey
- Pecheur, Sierra (* 1938), US-amerikanische Schauspielerin
- Pécheux, Marc Nicolas Louis (1769–1831), französischer General
- Pécheux, Michel (1911–1985), französischer Degenfechter
- Pêcheux, Michel (1938–1983), französischer Linguist und Philosoph
- Pechhacker, Josef (1934–2022), österreichischer Film- und Theaterschauspieler
- Pechhold, Wolfgang (1930–2010), deutscher Physiker und Hochschullehrer
- Péchi, Simon (1575–1642), siebenbürgischer Kanzler und Vertreter der Sabbatarier
- Pechie, Justin (* 1984), US-amerikanischer Pokerspieler
- Pechillo, Jerome Arthur (1919–1991), US-amerikanischer römisch-katholischer Ordensgeistlicher, Weihbischof in Newark
- Pechkoff, Zinovi (1884–1966), französischer Offizier und Diplomat russischer Herkunft
- Pechlaner, Ernst (* 1954), österreichischer Politiker (SPÖ), Landtagsabgeordneter in Tirol
- Pechlaner, Harald (* 1965), italienischer Wirtschaftswissenschaftler
- Pechlaner, Helmut (* 1946), österreichischer Tierarzt und Direktor des Tiergarten Schönbrunn in Wien
- Pechlewanidi, Jewstafi (* 1960), sowjetischer Fußballspieler griechischer Herkunft
- Pechlin, Carl Fredrik (1720–1796), Offizier und PolitikerCarl Fredrik Pechlin (1720–1796)

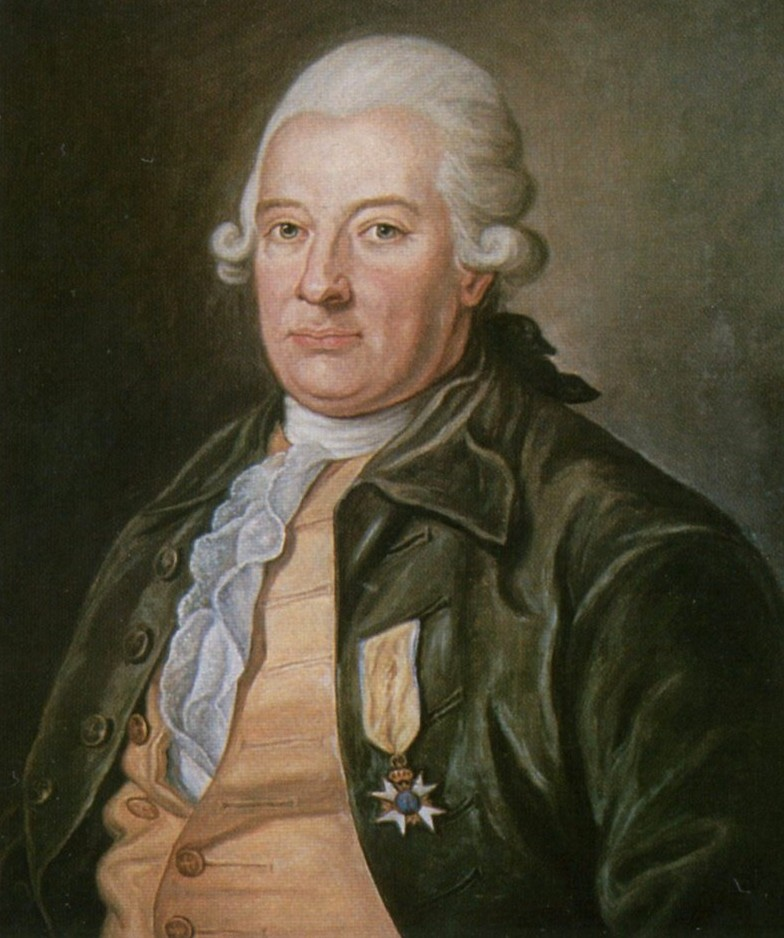
Carl Fredrik Pechlin (1720–1796)

- Pechlin, Friedrich Christian Ferdinand von (1789–1863), deutscher Jurist und Diplomat in dänischen Diensten
- Pechlin, Johann Nikolaus (1646–1706), deutsch-niederländischer Mediziner und Fürstenerzieher
- Pechlin, Johann von (1677–1757), schleswig-holsteinischer Staatsmann
- Pechlin, Marten (1480–1526), deutscher Pirat
- Pechlin, Nicolaus Otto von (1753–1807), deutscher Verwaltungsjurist in dänischen Diensten
- Pechlin, Peter († 1664), Konrektor und Prediger in Osnabrück
- Pechlivanis, Marios (* 1995), zyprischer Fußballspieler
- Pechlivanos, Miltos (* 1965), griechischer Neogräzist
- Pechliwanow, Jani (* 1988), bulgarischer Fußballspieler
- Pechliwanowa, Rossiza (* 1955), bulgarische Mittelstreckenläuferin
- Pechlof, Kathrin (* 1978), deutsche Harfenistin und Komponistin
- Pechmalbec, Dragan (* 1996), französisch-serbischer Handballspieler
- Pechmann von Massen, Eduard (1811–1885), österreichischer General
- Pechmann, Adalbert von (1777–1860), Passauer Weihbischof, Domdekan und Generalvikar
- Pechmann, Alexander (* 1968), österreichischer Autor, Herausgeber und Übersetzer
- Pechmann, Burkhard (* 1957), deutscher Theologe, Altenheimseelsorger und Sachbuchautor
- Pechmann, Friedrich von (1862–1919), bayerischer Generalleutnant im Ersten Weltkrieg
- Pechmann, Günther von (1882–1968), deutscher Museumsleiter und Kultur- und Wirtschaftspolitiker
- Pechmann, Hans von (1850–1902), deutscher Chemiker
- Pechmann, Heinrich (1861–1926), sächsischer Generalmajor
- Pechmann, Heinrich von (1774–1861), deutscher Architekt und Wasserbauingenieur
- Pechmann, Johann von (1809–1868), bayerischer Politiker
- Pechmann, Wilhelm Freiherr von (1859–1948), deutscher Bankmanager
- Pechmann, Wilhelm von (1839–1887), bayerischer Verwaltungsbeamter
- Pechner, Gerhard (1903–1969), deutscher Opernsänger (Bass, Bariton)
- Pecho, Jens (* 1978), deutscher Performance-, Installations- und Videokünstler
- Péchot, Prosper (1849–1928), französischer Artillerie-Colonel und Feldbahn-Pionier
- Pechoušek, Jan (* 1997), tschechischer Skilangläufer
- Pechoux, Tanguy (* 2001), algerisch-französischer Skirennläufer
- Pechow, Alexei Jurjewitsch (* 1978), russischer Fantasy- und Science-Fiction-Schriftsteller
- Pechriggl, Alice (* 1964), österreichische Philosophin und Psychotherapeutin
- Pechstein, Claudia (* 1972), deutsche Eisschnellläuferin und Polizeihauptmeisterin der Bundespolizei
- Pechstein, Heidi (* 1944), deutsche Schwimmerin
- Pechstein, Klaus (1941–2013), deutscher Schwimmsportler
- Pechstein, Matthias (* 1958), deutscher Rechtswissenschaftler
- Pechstein, Max (1881–1955), deutscher Maler und GraphikerMax Pechstein (1881–1955)

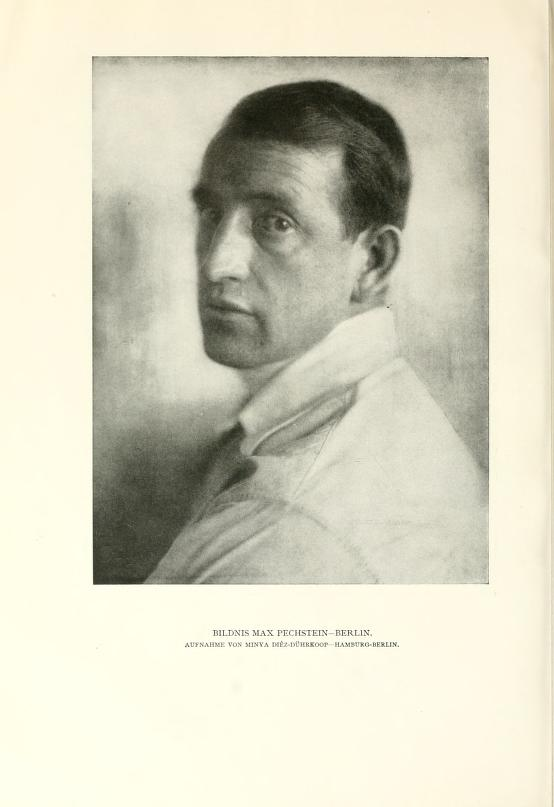
Max Pechstein (1881–1955)

- Pecht, Friedrich (1814–1903), deutscher Historien- und Porträtmaler, Lithograf und Kunstschriftsteller
- Pechtirewa, Jelena (* 2001), aserbaidschanische Leichtathletin
- Pechtl, Josef (* 1949), österreichischer Skirennläufer
- Pechtol, Maria (1918–2003), deutsche Germanistin, Sprachwissenschaftlerin und Hochschullehrerin
- Pechtold, Alexander (* 1965), niederländischer Politiker (D66)
- Pechtold, Ulrich (* 1952), deutscher Fußballspieler
- Pechuán Marín, Enrique (1913–1983), argentinischer Geistlicher, römisch-katholischer Bischof von Cruz del Eje
- Pechuel-Loesche, Eduard (1840–1913), deutscher Geograph und Afrikaforscher
- Pechuel-Lösche, Agnes (* 1888), deutsche Malerin und Kunstgewerblerin
- Pechüle, Carl Frederick (1843–1914), dänischer Astronom
- Pechwell, August Joseph (1752–1811), deutscher Historien- und Portraitmaler
- Péchy, Manó (1817–1889), ungarischer Politiker, Obergespan und Reichstagsabgeordneter
- Péchy, Tamás (1828–1897), ungarischer Politiker und Minister

### Peci
- Peçi, Eno, albanischer Balletttänzer und Choreograf
- Peci, Irfan (* 1989), deutscher Autor
- Peci, Lirije (* 2000), kosovarische Leichtathletin
- Pécic, Denis (* 1928), staatenloser Strafgefangener und Gefängniskritiker
- Pecik, Ronny (* 1962), österreichischer Investor
- Pecile, Domenico (1922–2011), italienischer Geistlicher, emeritierter Bischof von Reggio Emilia-Guastalla
- Pecina, Heinrich (* 1950), österreichischer Unternehmer und Vorsitzender der Investmentfonds- und Beratungsgesellschaft Vienna Capital Partners
- Peciña, Iñaki (* 1988), spanischer Handballspieler
- Pecina, Vojtěch (* 1936), tschechoslowakischer Radrennfahrer
- Pecirep, Darijo (* 1991), kroatischer Fußballspieler
- Pečiulis, Arūnas (* 1966), litauischer Dirigent, künstlerischer Leiter der Salzburger Liedertafel, Bezirkschorleiter der Stadt Salzburg

### Peck
- Peck Grover, Frances (1886–1961), US-amerikanische Filmkritikerin und Journalistin
- Peck, Adolph Lobegott (1766–1801), deutscher Pfarrer
- Peck, Annie Smith (1850–1935), US-amerikanische Bergsteigerin und Frauenrechtlerin
- Peck, Anthony (1947–1996), US-amerikanischer Filmschauspieler
- Peck, Asahel (1803–1879), US-amerikanischer Jurist und Politiker
- Peck, Bob (1945–1999), britischer Schauspieler
- Peck, Caroline Nestmann (1921–1987), US-amerikanische Ägyptologin
- Peck, Cecilia (* 1958), US-amerikanische Schauspielerin, Regisseurin und Produzentin
- Peck, Charles Horton (1833–1917), amerikanischer Mykologe
- Peck, Christoph (1948–2011), deutscher Journalist und Redakteur
- Peck, Dale (* 1967), US-amerikanischer Schriftsteller
- Peck, Dan (* 1983), US-amerikanischer Jazzmusiker
- Peck, David W. (1902–1990), amerikanischer Jurist
- Peck, Donald (1930–2022), US-amerikanischer Flötist
- Peck, Ed (1917–1992), US-amerikanischer Schauspieler
- Peck, Edward (1915–2009), britischer Diplomat und Schriftsteller
- Peck, Ella Rae (* 1990), US-amerikanische Schauspielerin
- Peck, Erasmus D. (1808–1876), US-amerikanischer Politiker
- Peck, Ethan (* 1986), US-amerikanischer Schauspieler
- Peck, George († 2018), US-amerikanischer Schauspieler
- Peck, George W. (1840–1916), US-amerikanischer Politiker
- Peck, George Washington (1818–1905), US-amerikanischer Politiker
- Peck, Gregory (1916–2003), US-amerikanischer SchauspielerGregory Peck (1916–2003)

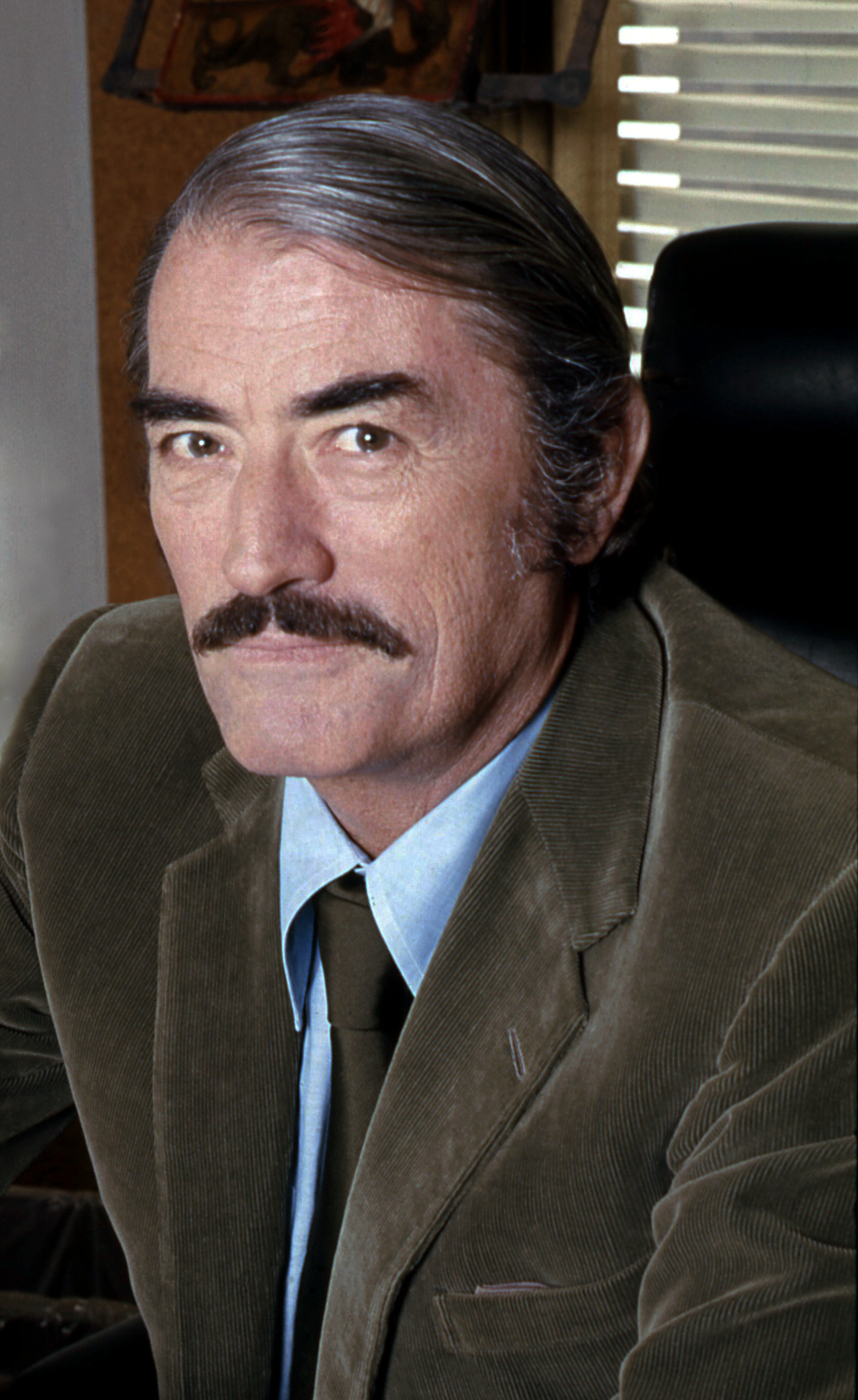
Gregory Peck (1916–2003)

- Peck, Hébert (* 1958), haitianischer Filmproduzent
- Peck, Jamie (* 1962), britischer Geograph und Hochschullehrer
- Peck, Jared V. (1816–1891), US-amerikanischer Politiker
- Peck, Josef (1925–1997), österreichischer Politiker (SDAP), Landtagsabgeordneter im Burgenland, Abgeordneter zum Nationalrat
- Peck, Josh (* 1986), US-amerikanischer FilmschauspielerJosh Peck (* 1986)

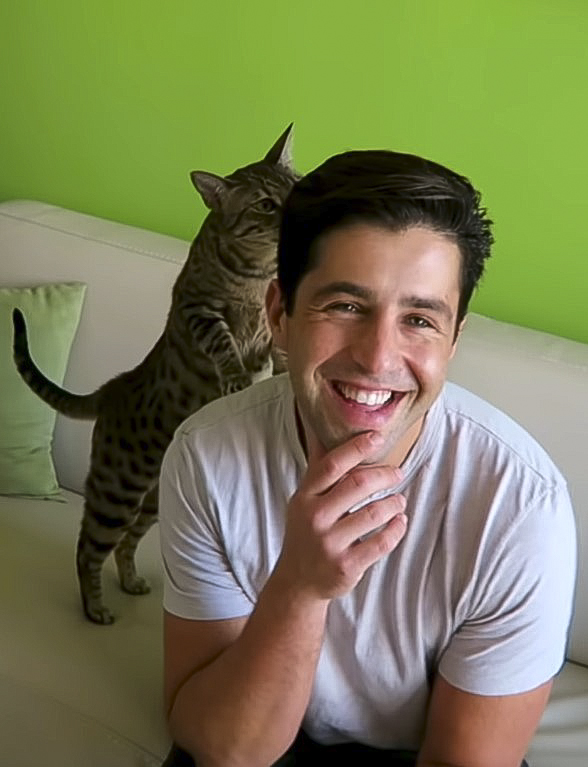
Josh Peck (* 1986)

- Peck, Lucius Benedict (1802–1866), US-amerikanischer Jurist und Politiker
- Peck, Luther C. (1800–1876), US-amerikanischer Politiker
- Peck, M. Scott (1936–2005), US-amerikanischer Psychiater, Psychotherapeut und Schriftsteller
- Peck, Mizuo (* 1977), US-amerikanische Schauspielerin
- Peck, Nat (1925–2015), amerikanisch-britischer Jazz-Posaunist
- Peck, Orville, kanadischer Country-Sänger und Songwriter
- Peck, Ralph Brazelton (1912–2008), kanadisch-US-amerikanischer Bauingenieur, Bodenmechaniker und Geotechniker
- Peck, Raoul (* 1953), haitianischer Filmregisseur und Drehbuchautor
- Peck, Reinhard (1823–1895), deutscher Apotheker und Kurator
- Peck, Robert F. (1924–2011), US-amerikanischer Pädagogischer Psychologe und Hochschullehrer in Austin
- Peck, Tracy (1838–1921), US-amerikanischer Klassischer Philologe
- Peck, Ulrich (* 1948), deutscher SED-Funktionär
- Peck, William Dandridge (1763–1822), amerikanischer Botaniker und Zoologe
- Peck, Winslow, Pseudonym für einen ehemaligen Mitarbeiter der National Security Agency
- Pecka, Jiří (1917–1997), tschechoslowakischer Kanute
- Pecka, Jiří (1940–2021), tschechoslowakischer Radrennfahrer
- Pecka, Josef Boleslav (1849–1897), tschechischer Journalist und Dichter, Mitbegründer der Tschechischen Sozialdemokratischen Partei
- Pecka, Karel (1928–1997), tschechischer Schriftsteller und Dissident
- Pecka, Luboš (* 1978), tschechischer Fußballspieler
- Pecka, Zdeněk (1954–2024), tschechischer Ruderer
- Pečkaitis, Justinas Sigitas (* 1946), litauischer Jurist
- Pečkauskas, Aurimas (* 1987), litauischer Arzt und Politiker, Gesundheitsminister
- Peckenstein, Lorenz (* 1549), sächsischer Verwaltungsbeamter und Historiker
- Peckenstorfer, Dominik (1705–1786), österreichischer Geistlicher, Zisterzienser und Abt des Stiftes Lilienfeld
- Pecker, Alain (* 1949), französischer Bauingenieur
- Pecker, Jean-Claude (1923–2020), französischer Astronom
- Pecker-Zörner, Helene (* 1957), österreichische Politikerin (SPÖ), Abgeordnete zum Nationalrat
- Peckert, Heinrich (* 1880), deutscher Verwaltungsjurist
- Peckert-Forsman, Karin (1905–1970), estnische Skirennläuferin
- Peckes, Tjede († 1517), wurtfriesische Fahnenjungfer
- Peckford, Brian (* 1942), kanadischer Politiker
- Peckham, Johannes († 1292), englischer Theologe, Erzbischof von Canterbury
- Peckham, Judy (* 1950), australische Sprinterin und Mittelstreckenläuferin
- Peckham, Lawrie (* 1944), australischer Hochspringer
- Peckham, Rufus Wheeler (1809–1873), US-amerikanischer Jurist und Politiker
- Peckham, Rufus Wheeler (1838–1909), US-amerikanischer Jurist
- Peckham, Theo (* 1987), kanadischer Eishockeyspieler
- Peckhaus, Volker (* 1955), deutscher Wissenschaftshistoriker und Philosoph
- Peckinpah, David E. (1951–2006), US-amerikanischer Filmregisseur
- Peckinpah, Sam (1925–1984), US-amerikanischer Filmregisseur und Drehbuchautor
- Peckl, Kerstin (* 1989), österreichische Tennisspielerin
- Peckmann, Jörn (* 1969), deutscher Paläontologe und Geologe (Sedimentologie)
- Peckolt, Hannes (* 1982), deutscher Segler
- Peckolt, Jan-Peter (* 1981), deutscher Segler
- Peckolt, Theodor (1822–1912), deutscher Apotheker, Pharmazeut, Botaniker und Naturforscher
- Pěčková, Alena (* 2001), tschechische Fußballspielerin
- Pecková, Dagmar (* 1961), tschechische Opernsängerin (Mezzosopran)
- Peckover, Joseph (1896–1982), US-amerikanischer Studienkomponist
- Peckover, Priscilla Hannah (1833–1931), britische Friedensaktivistin
- Peckover, William († 1819), britischer Seemann

### Pecl
- Pecl, Gerhard (* 1955), deutscher Fußballspieler
- Pecl, Robert (* 1965), österreichischer Fußballspieler
- Péclet, Jean Claude Eugène (1793–1857), französischer Physiker
- Pecly Moreira, Valter (* 1948), brasilianischer Diplomat

### Pecn
- Pečnik, Nejc (* 1986), slowenischer Fußballspieler
- Pečnik, Tilen (* 1998), slowenischer Fußballspieler

### Peco
- Pecora, Lou, Filmtechniker für visuelle Effekte
- Pecora, Louis M., US-amerikanischer Physiker
- Pecora, Paolo (* 1949), italienischer Medienunternehmer und Filmregisseur
- Pecora, Santo (1902–1984), US-amerikanischer Posaunist des New Orleans Jazz
- Pecoraio, Edoardo (1910–1986), italienischer römisch-katholischer Geistlicher, Erzbischof und Diplomat des Heiligen Stuhls
- Pecorari, Anselmo Guido (* 1946), italienischer Geistlicher, römisch-katholischer Erzbischof, Diplomat des Heiligen Stuhls
- Pecoraro Scanio, Alfonso (* 1959), italienischer Politiker, Mitglied der Camera dei deputati
- Pecoraro, Herwig (* 1957), österreichischer Sänger (Tenor)
- Pecorelli, Alfonso (* 1960), Schweizer Autor
- Pecorelli, Carmine (1928–1979), italienischer investigativer Journalist
- Pecorelli, Giannandrea (* 1958), italienischer Fernseh- und Filmproduzent sowie Filmregisseur und Drehbuchautor
- Pecorini, Nicola (* 1957), italienischer Kameramann
- Pecoroni, Eugen (1856–1928), deutscher Verwaltungsbeamter
- Pecotić, Matija (* 1989), kroatischer Tennisspieler
- Pécour, Louis (1653–1729), französischer Tänzer und Choreograf
- Pécout, Éric (* 1956), französischer Fußballspieler und -funktionär
- Pečovnik, Nejc (* 1992), slowenischer Fußballspieler
- Pečovský, Viktor (* 1983), slowakischer Fußballspieler

### Pecq
- Pecquet, Jean (1622–1674), französischer Anatom
- Pecquet, Julie (* 1973), französische Tänzerin, Choreographin und Dozentin
- Pecqueur, Constantin (1801–1887), französischer Wirtschaftswissenschaftler und Publizist
- Pecqueur, Mario (1946–2022), französischer Schauspieler
- Pecqueur, Onésiphore (1792–1852), französischer Uhrmacher, Erfinder und Industrieller

### Pecr
- Pécresse, Valérie (* 1967), französische Politikerin (SL), Mitglied der NationalversammlungValérie Pécresse (* 1967)

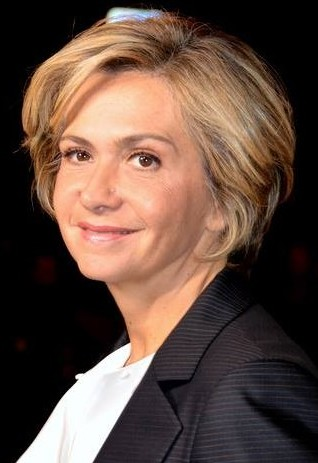
Valérie Pécresse (* 1967)

- Pécrus, Charles François (1826–1907), französischer Genre-, Landschafts- und Marinemaler

### Pecs
- Pécseli, Hans (* 1947), dänischer Physiker
- Pécsi, Dániel (* 1895), ungarischer Tischtennisspieler
- Pecson, Geronima (1896–1989), philippinische Politikerin

### Pecz
- Pecz, Samu (1854–1922), ungarischer Architekt des Historismus
- Pęczak, Alicja (* 1970), polnische Schwimmerin
- Péczely, Piroska (1899–1978), ungarische Malerin, Museologin, Restauratorin und Fachbuchautorin
- Peczenik, Anna (1911–1944), österreichische Widerstandskämpferin, Kommunistin, Teilnehmerin im Spanischen Bürgerkrieg und KZ-Häftling